# Représentations diplomatiques de Malte

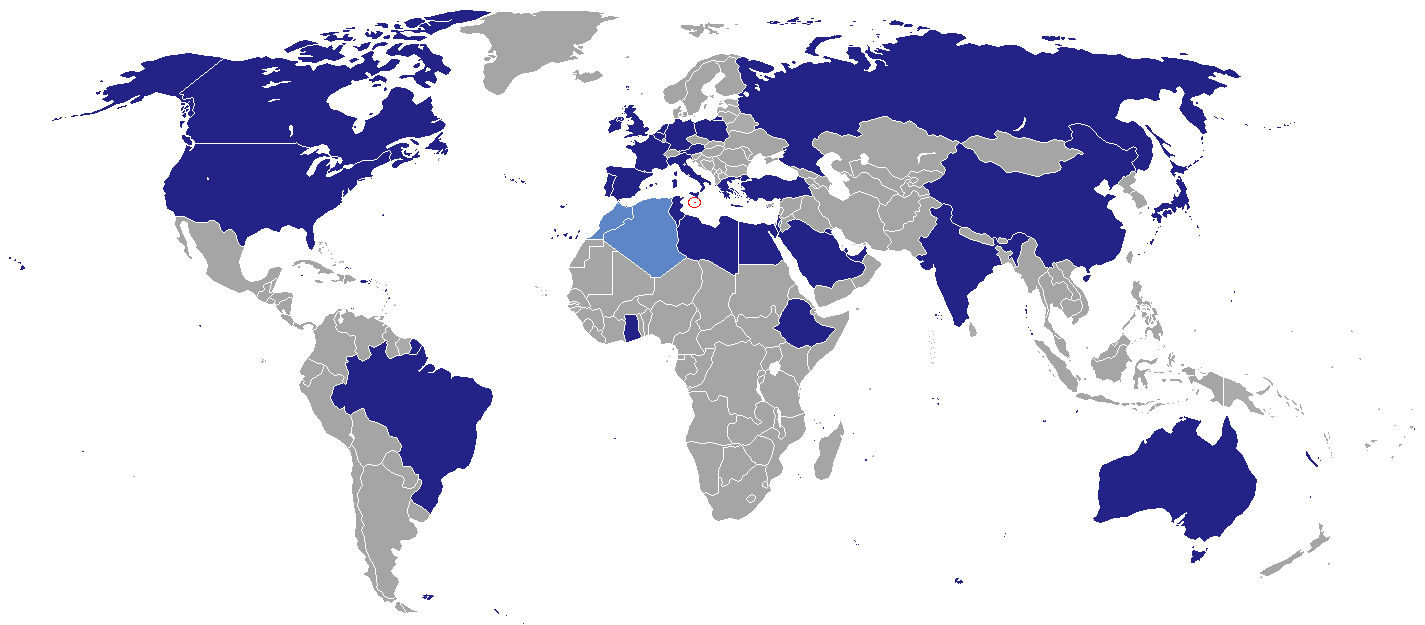
Pays avec des missions diplomatiques maltaises.

Ceci est une liste des représentations diplomatiques de Malte, à l'exclusion des consulats honoraires. 
Malte a une présence diplomatique modeste. Le ministère maltais des Affaires étrangères supervise la politique étrangère du pays.

## Afrique
- Algérie
  - Alger (consulat)
- Égypte
  - Le Caire (ambassade)
- Éthiopie
  - Addis-Abeba (ambassade)
- Ghana
  - Accra (haut-commissariat)
- Libye
  - Tripoli (ambassade)
- Maroc
  - Casablanca (consulat général)
- Tunisie
  - Tunis (ambassade)

## Amérique
- Brésil
  - Brasilia (ambassade)
- Canada
  - Ottawa (haut-commissariat)
  - Toronto (consulat général)
- États-Unis
  - Washington (ambassade)

## Asie
- Arabie saoudite
  - Riyad (ambassade)
- Chine
  - Pékin (ambassade)
  - Shanghai (consulat général)
- Émirats arabes unis
  - Abou Dabi (ambassade)
  - Dubaï (consulat général)
- Inde
  - New Delhi (haut-commissariat)
- Israël
  - Tel Aviv-Jaffa (ambassade)
- Japon
  - Tokyo (ambassade)
- Koweït
  - Koweït (ambassade)
- Palestine
  - Ramallah (Bureau de représentation)
- Qatar
  - Doha (ambassade)
- Turquie
  - Ankara (ambassade)
  - Istanbul (consulat général)

## Europe
- Allemagne
  - Berlin (ambassade)
- Autriche
  - Vienne (ambassade)
- Belgique
  - Bruxelles (ambassade)
- Espagne
  - Madrid (ambassade)
- France
  - Paris (ambassade)
- Grèce
  - Athènes (ambassade)
- Irlande
  - Dublin (ambassade)
- Italie
  - Rome (ambassade)
- Pays-Bas
  - La Haye (ambassade)
- Pologne
  - Varsovie (ambassade)
- Portugal
  - Lisbonne (ambassade)
- Royaume-Uni
  - Londres (haut-commissariat)
- Russie
  - Moscou (ambassade)

## Océanie
- Australie
  - Canberra (haut-commissariat)
  - Melbourne (consulat général)
  - Sydney (consulat général)

## Organisations internationales
- Bruxelles (mission permanente auprès de l'Union européenne)
- Genève (mission permanente auprès des Nations unies et d'autres organisations internationales)
- New York (mission permanente auprès des Nations unies)
- Paris (mission permanente auprès de l'UNESCO)
- Rome (mission permanente auprès de l'Organisation des Nations Unies pour l'alimentation et l'agriculture)
- Strasbourg (mission permanente auprès du Conseil de l'Europe)
- Vienne (mission permanente auprès de l'Organisation pour la sécurité et la coopération en Europe)

## Galerie

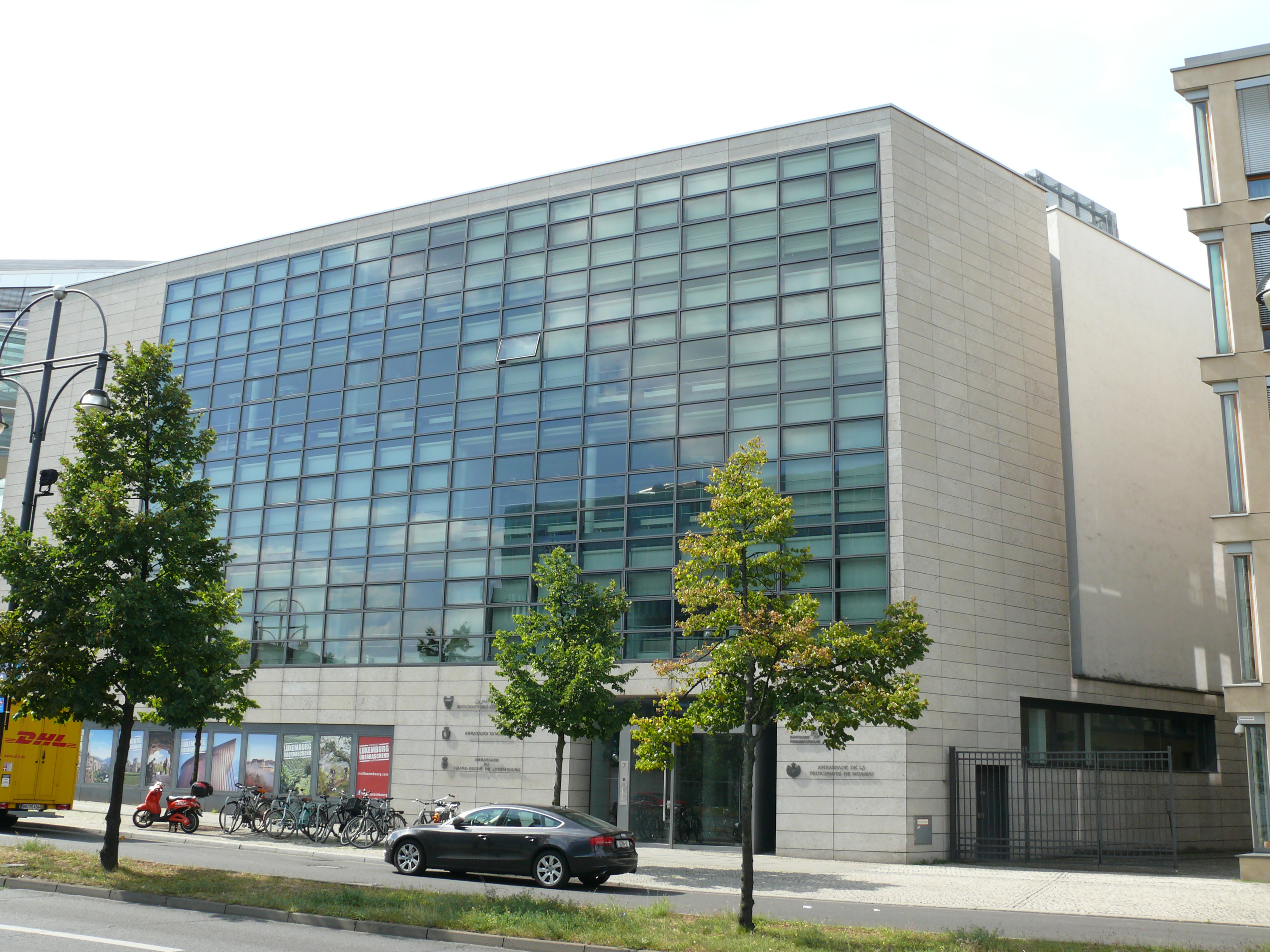
Ambassade à Berlin.
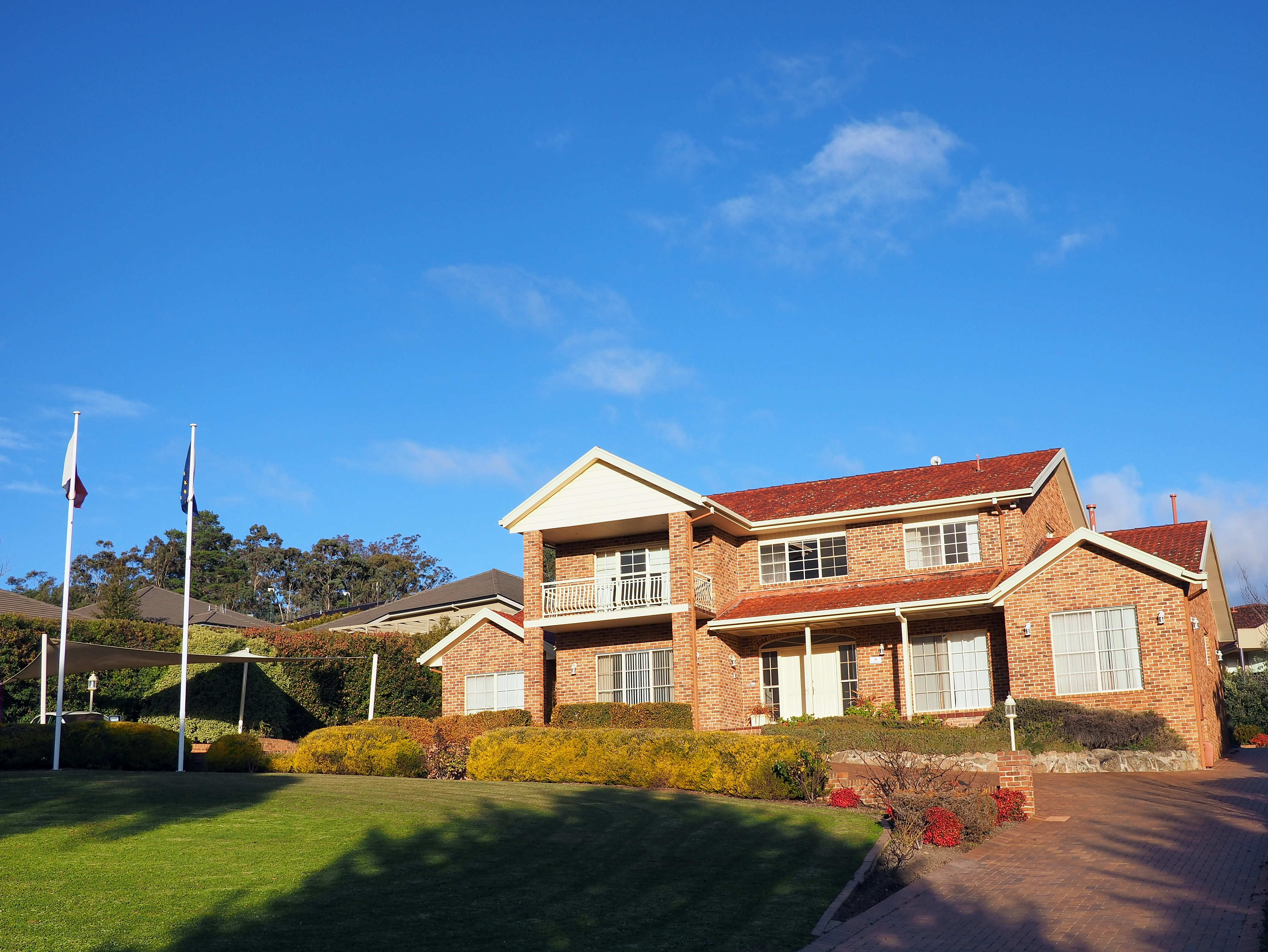
Haut-commissariat à Canberra.
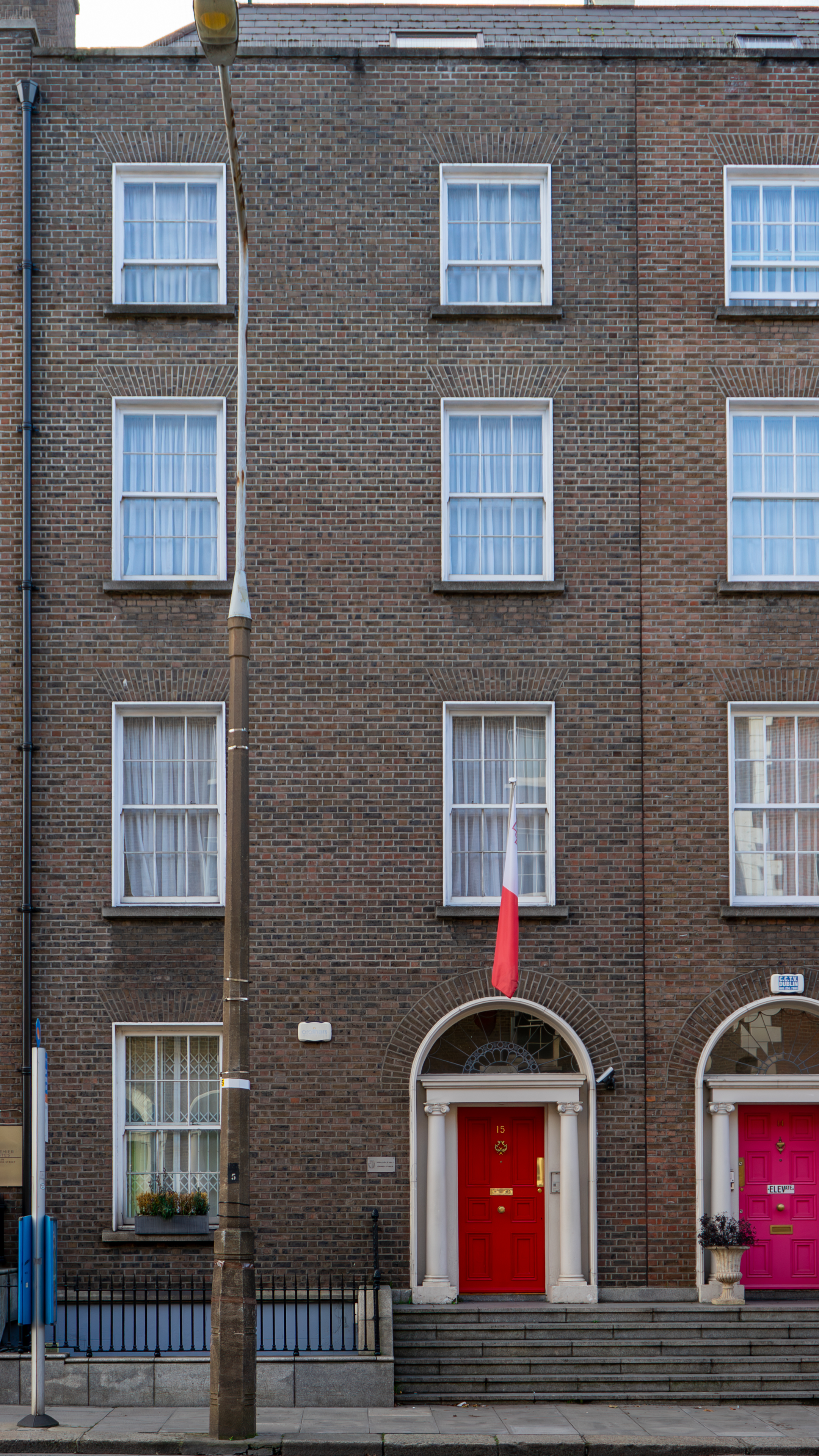
Ambassade à Dublin.
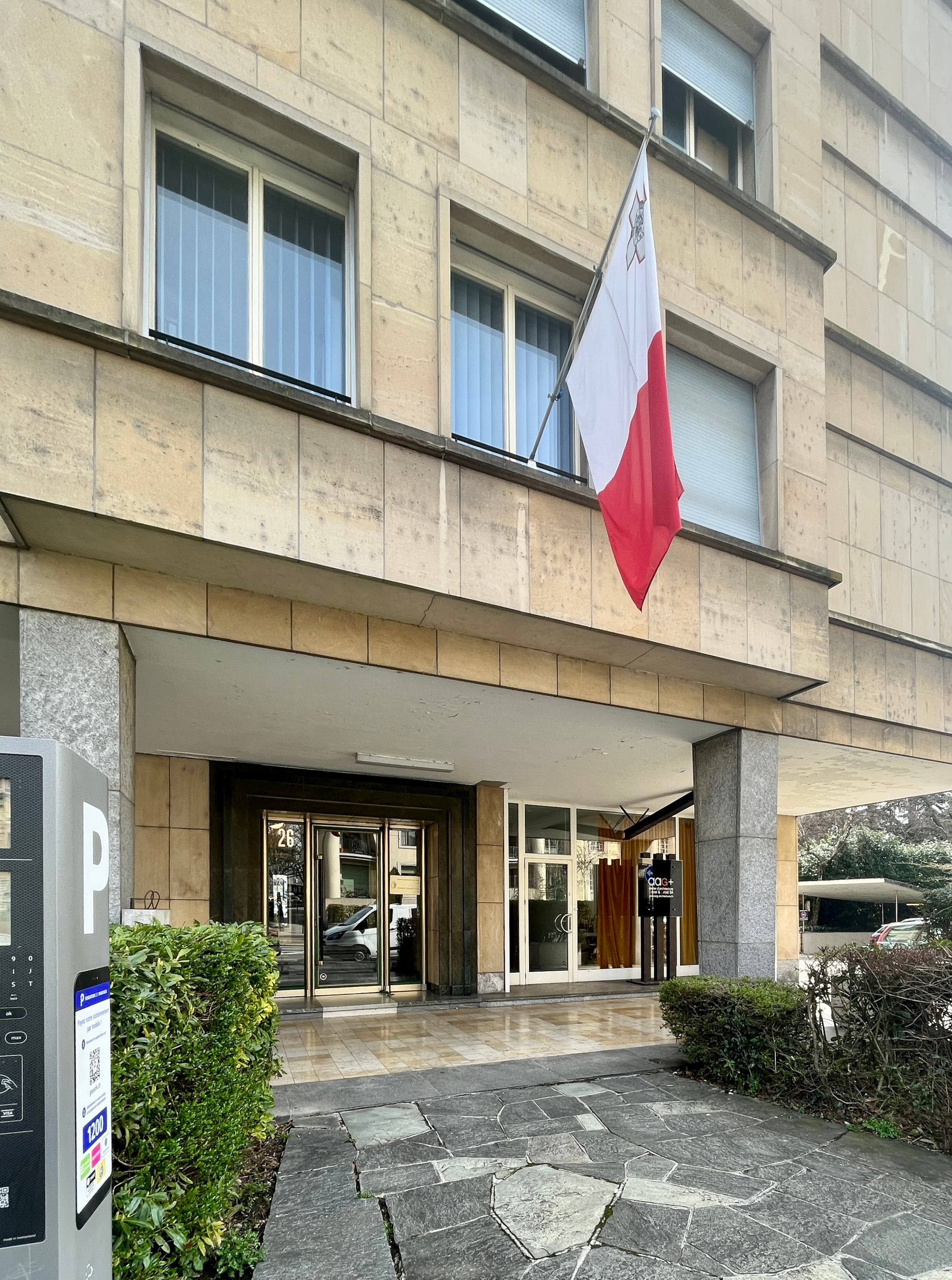
Mission permanente auprès des Nations unies à Genève
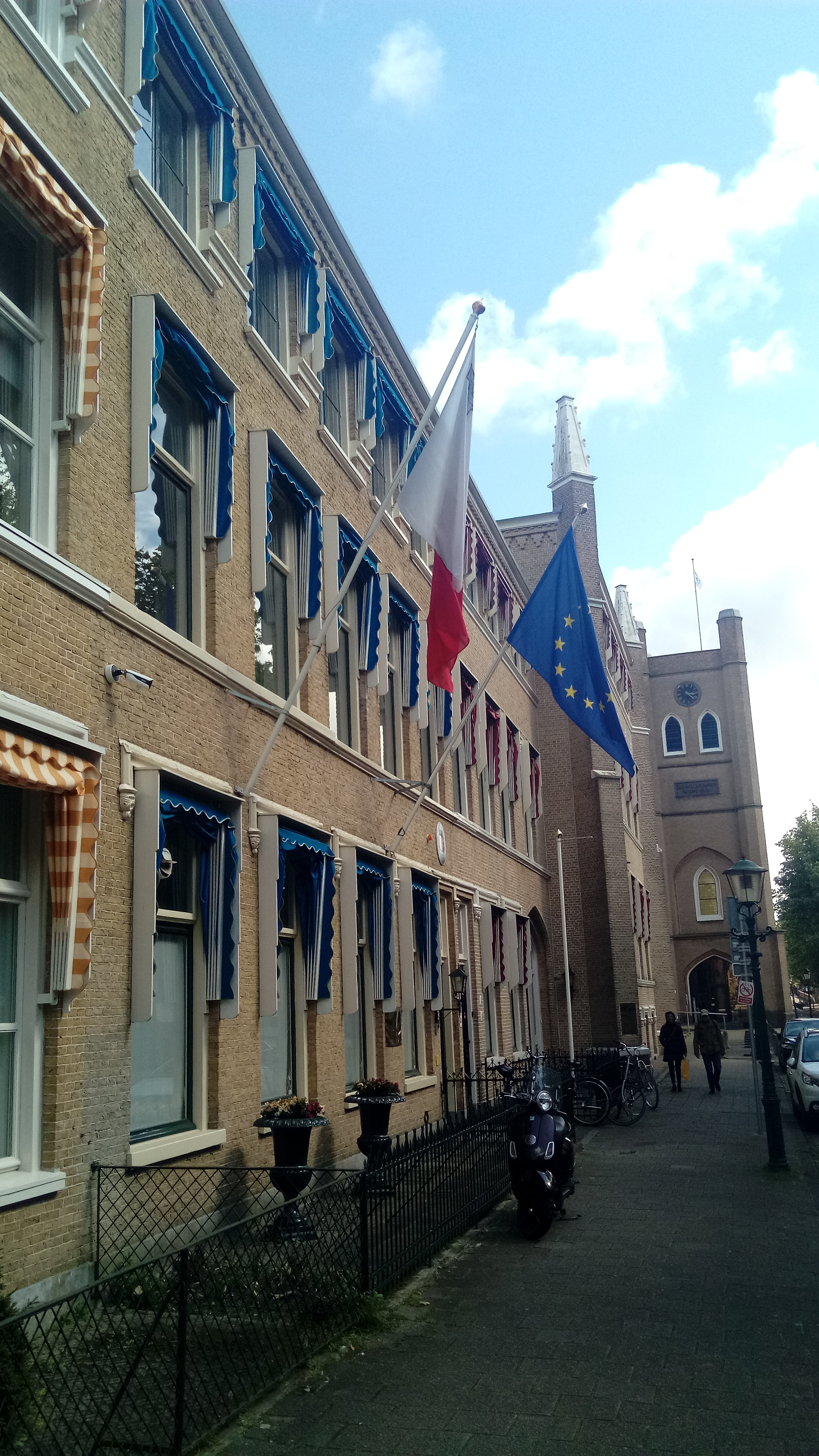
Ambassade à La Haye.
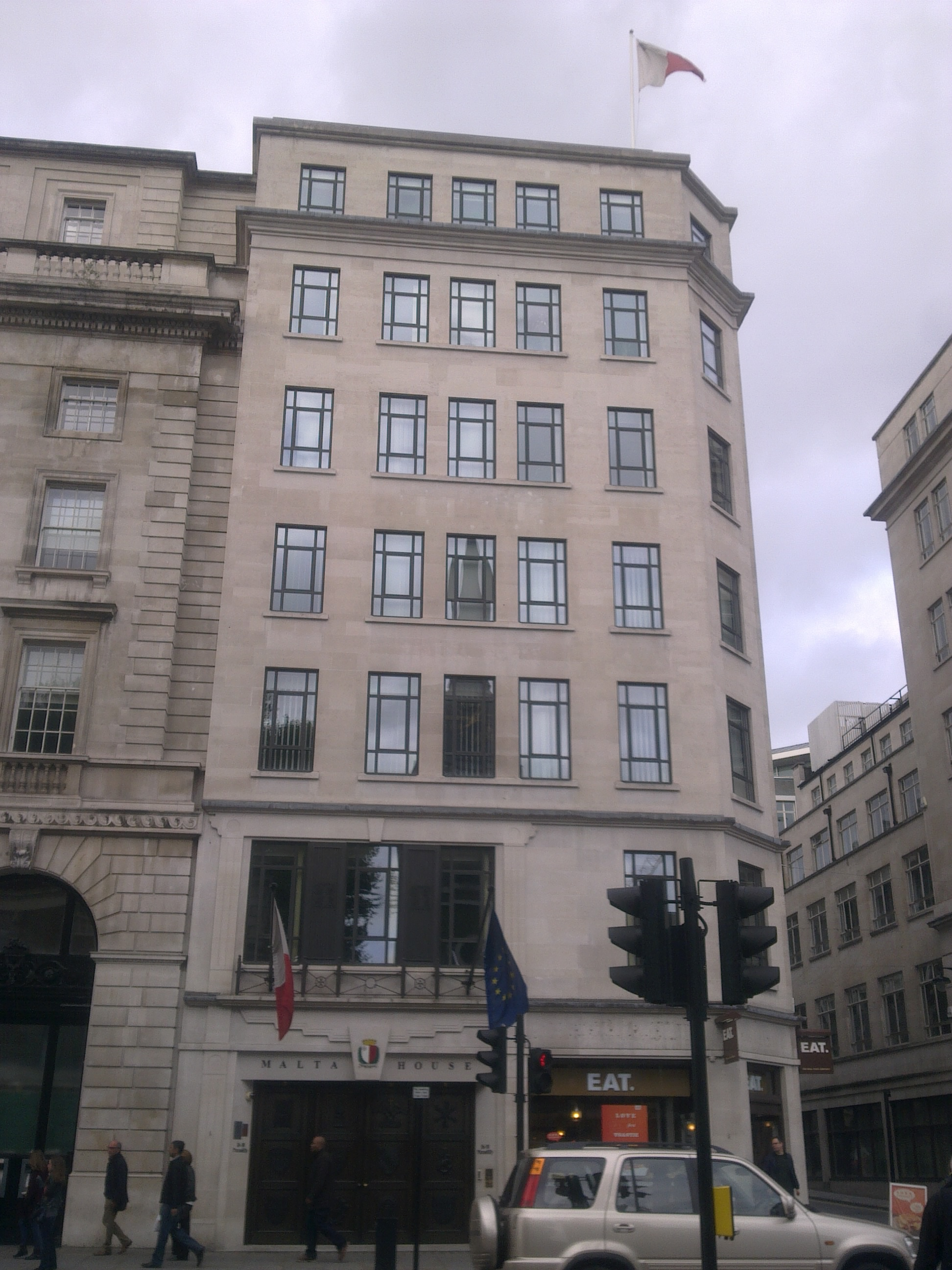
Haut-commissariat à Londres.
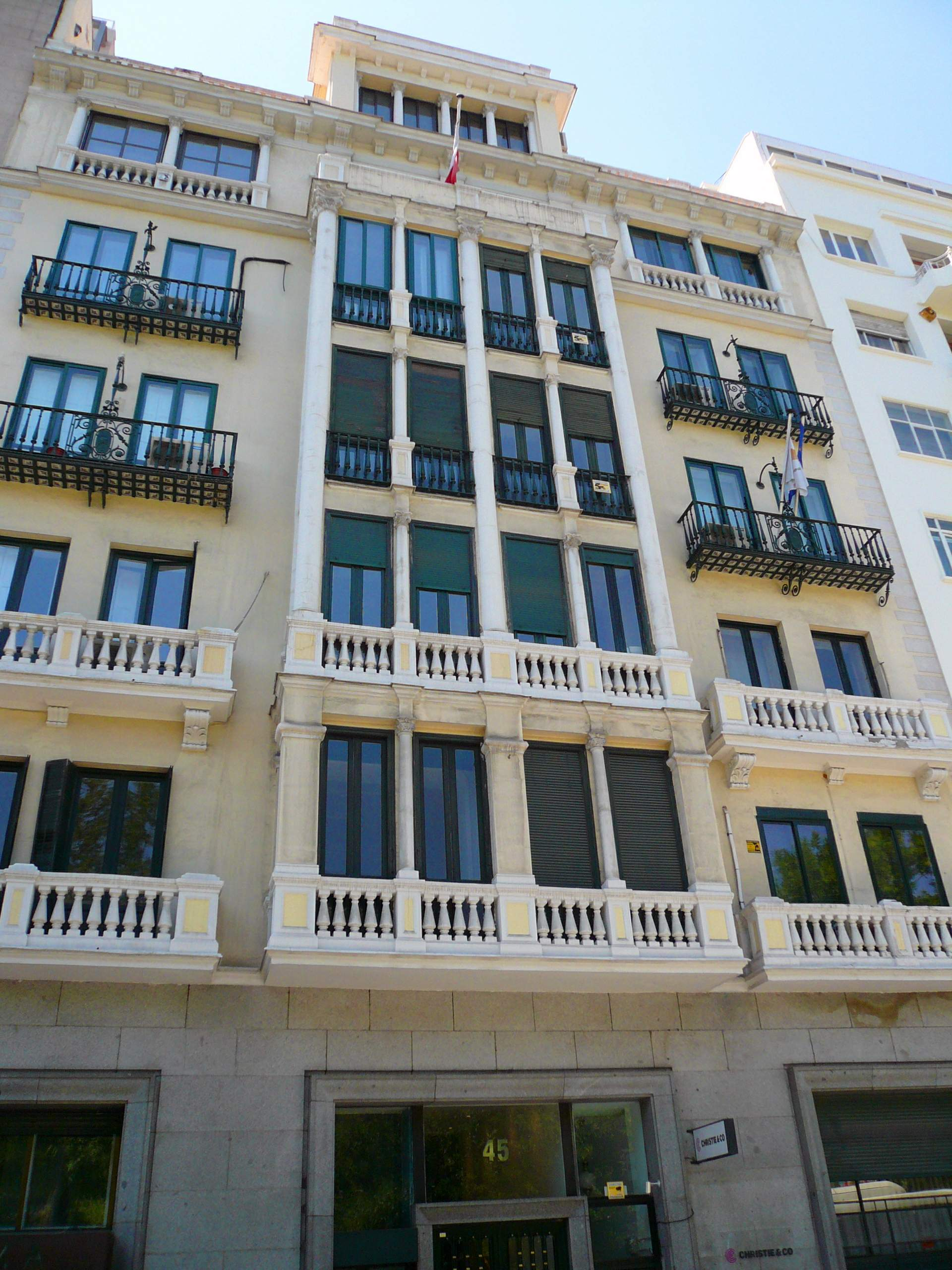
Ambassade à Madrid.
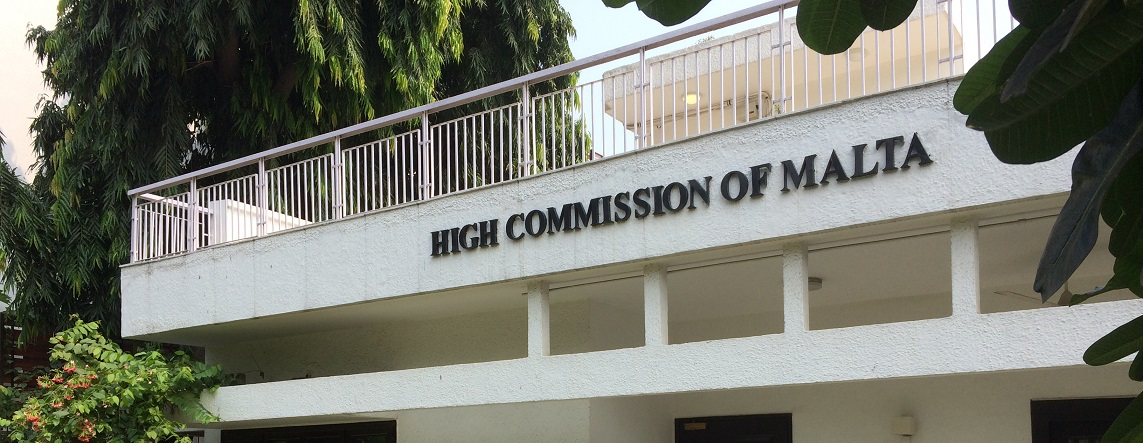
Haut-commissariat à New Delhi.
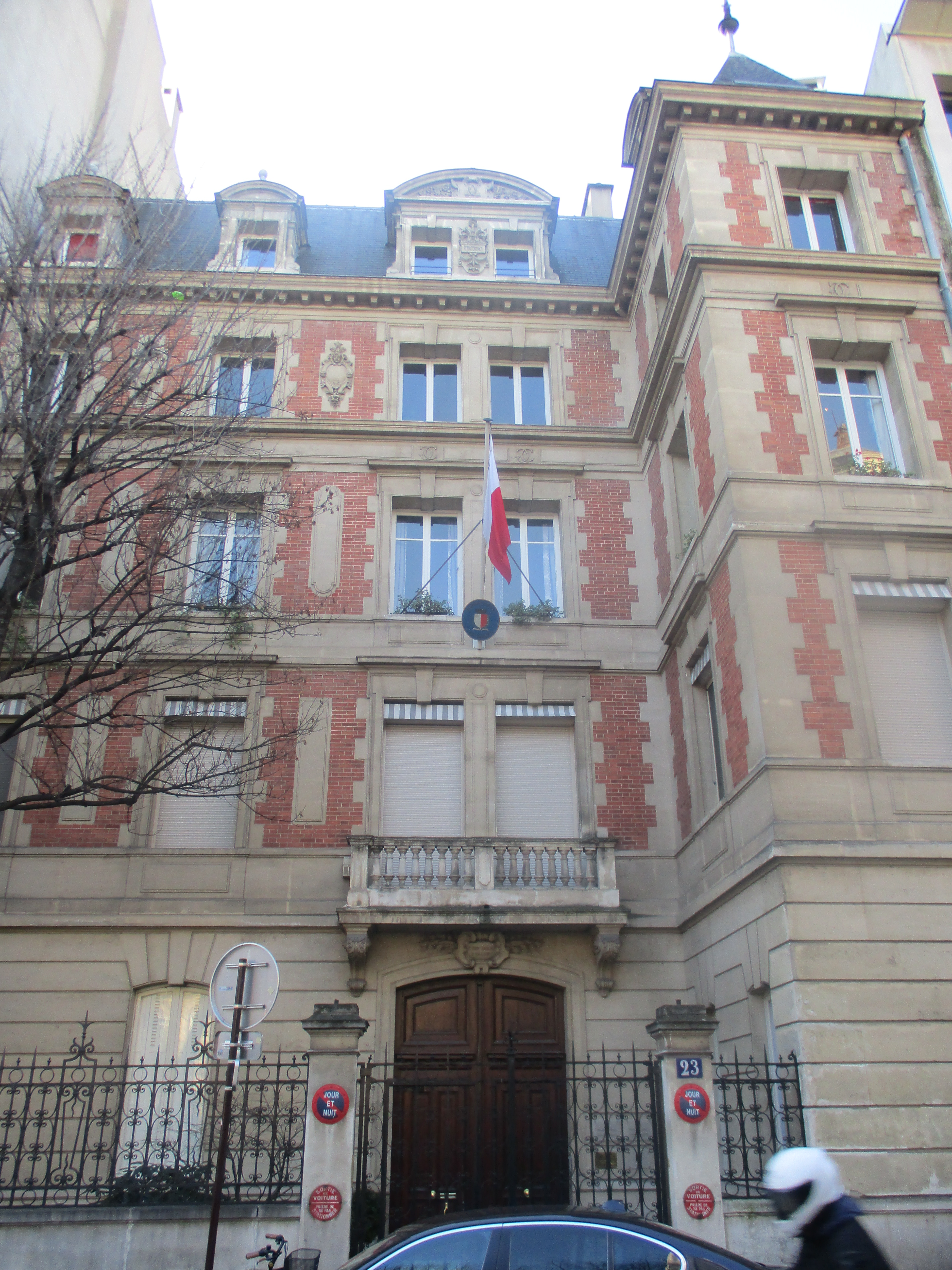
Ambassade à Paris.
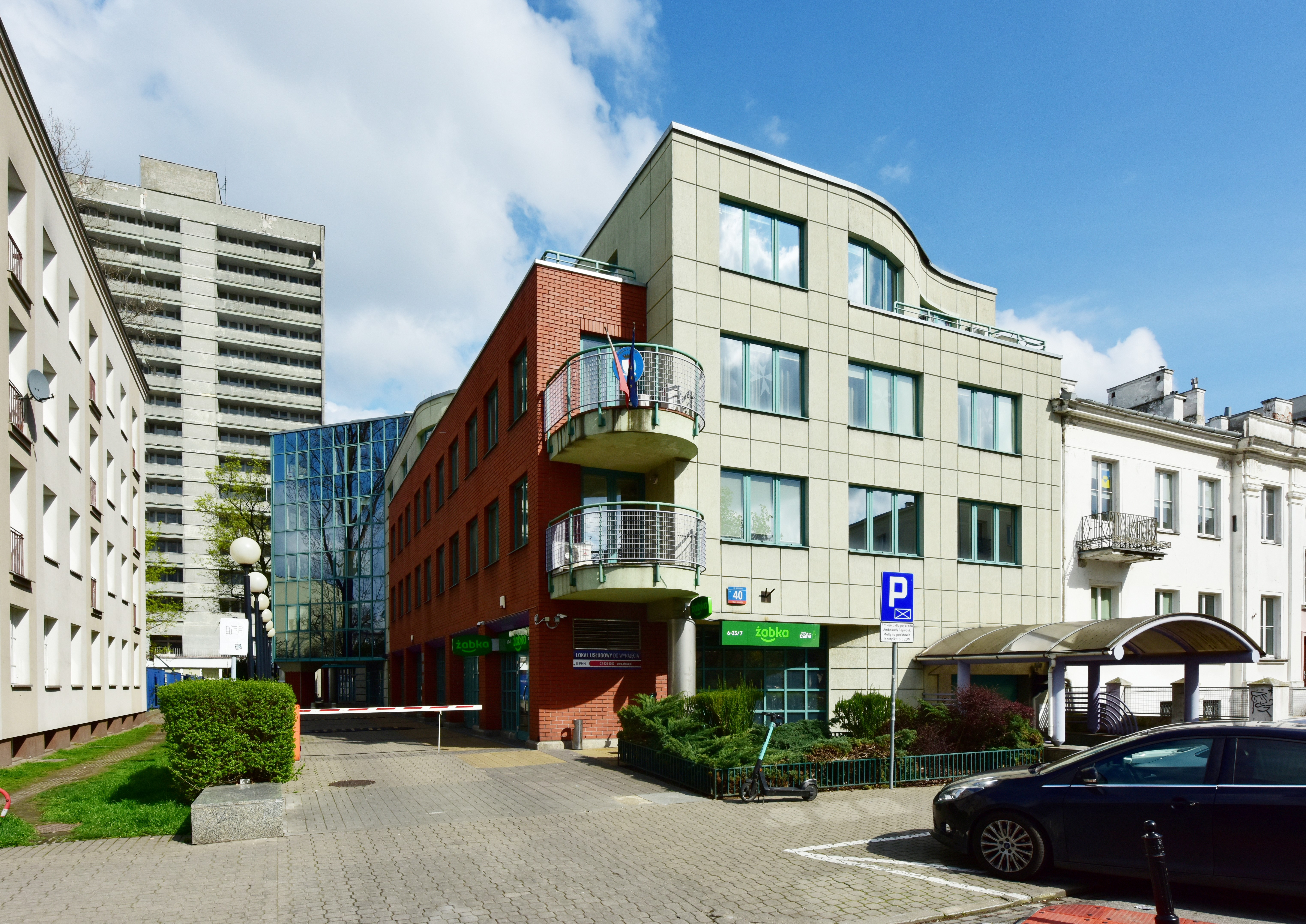
Ambassade à Varsovie.
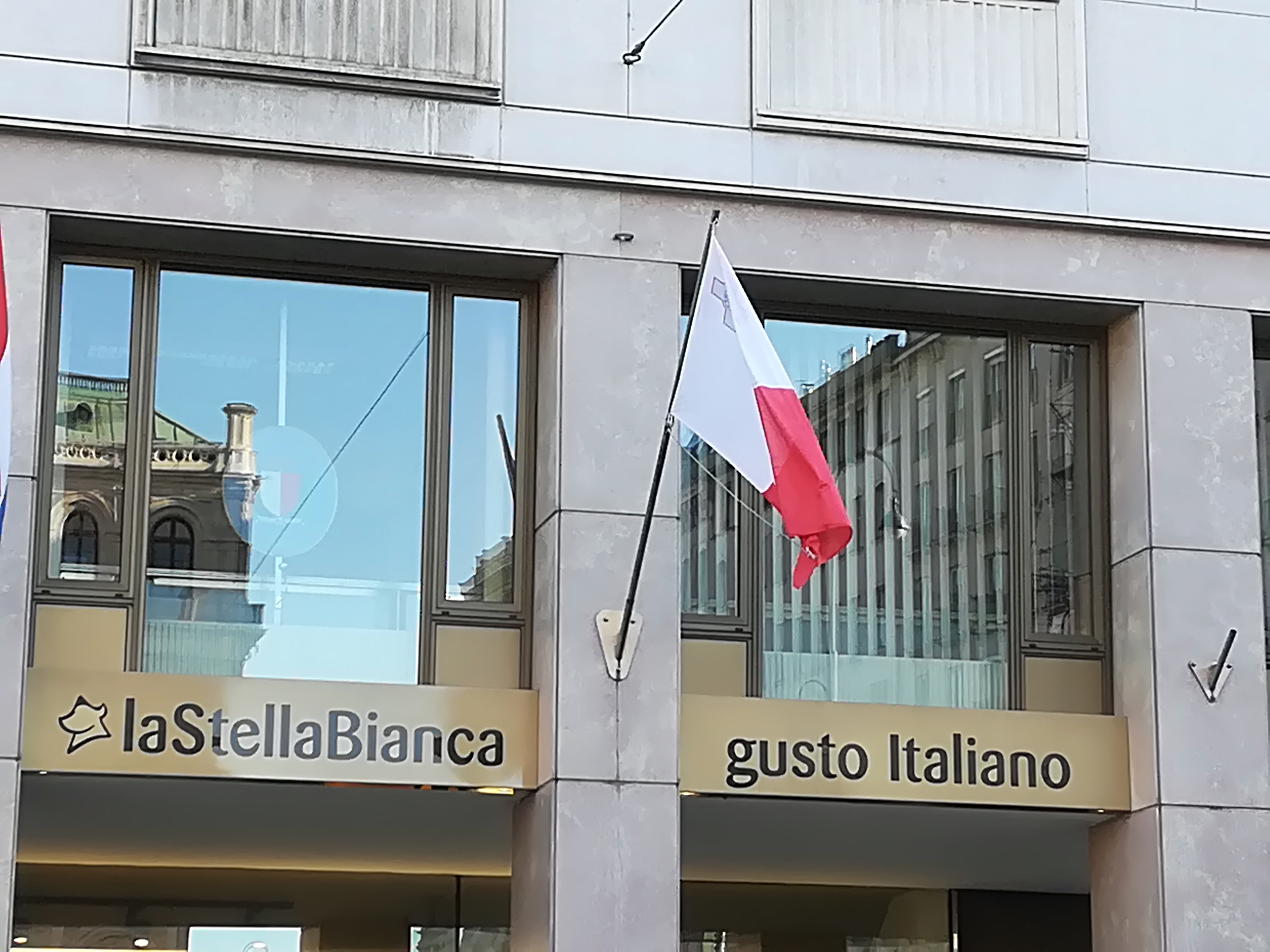
Ambassade à Vienne.
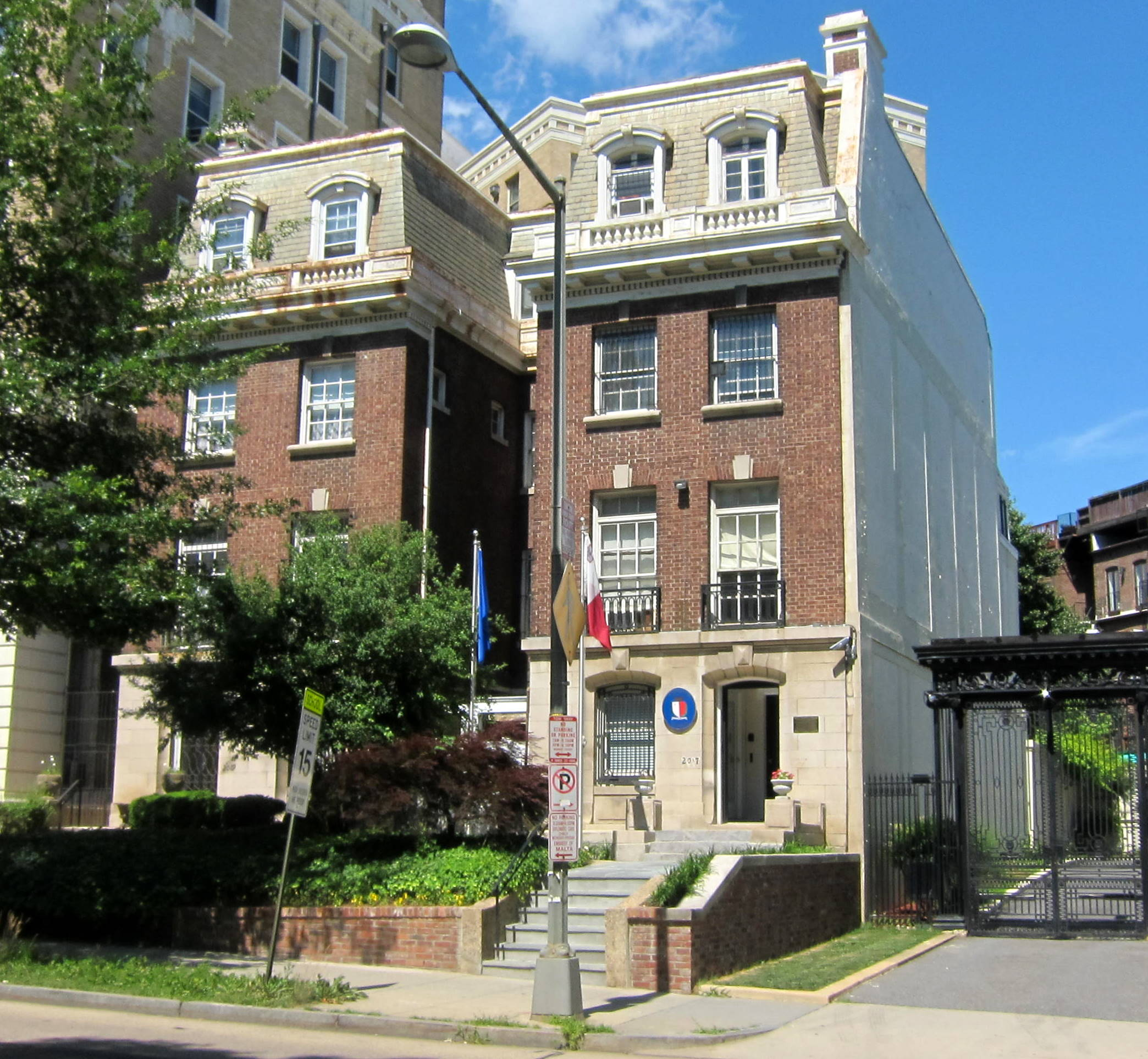
Ambassade à Washington.